# Adama Sallé
Pour les articles homonymes, voir Sallé.
Adama Sallé, né en 1981 à Zaongo (Burkina Faso) et mort le 21 juillet 2014 à Ouagadougou, est un réalisateur et écrivain burkinabé.

## Biographie
Originaire d'une famille paysanne, il a six frères et sœurs. Il entame sa scolarité à 12 ans, et se révèle un élève brillant.
Il poursuit ses études à l’université de Ouagadougou en sciences économiques, puis après avoir écrit son premier roman et suivi un stage d'écriture de documentaires, bifurque vers une licence en réalisation de cinéma à l’École supérieure des arts visuels de Marrakech (ÉSAV Marrakech). Il se spécialise dans le documentaire avec un séjour à l'université George Washington (États-Unis). Il réalise alors à Washington et à New York L’or blanc, son film de fin d’études à l'ÉSAV, lequel reçoit le Prix des écoles africaines de cinéma et le prix de la meilleure fiction au Festival panafricain du cinéma et de la télévision de Ouagadougou (FESPACO) 2011 (Prix spécial du Conseil national de la Vienne).
Marié et père de deux enfants, atteint de dengue hémorragique et d'insuffisance rénale, il  meurt en 21 juillet 2014 au CHU Yalgado OUEDRAOGO des suites de sa maladie.

## Œuvre

### Roman
Le premier roman qu'il écrit, Un mariage oblique, est publié en 2006 aux éditions Le Manuscrit.

### Cinéma
- 2009 Le Soleil se couche aussi à Marrakech
- 2010 L'Or Blanc court métrage, premier prix de fiction des écoles de cinéma au FESPACO 2011[4]. Il est programmé comme film d'ouverture au Festival Ciné Afriqua 86 au Futuroscope de Poitiers en mars 2012[5].
- 2013 Tao-Tao !, court métrage de 15 min, narre les déboires d'un mari dont la femme lui refuse ses faveurs sexuelles s'il ne lui cuisine pas une omelette. Mais tous les œufs qu'il achète sont vides[6]. Avec Alizéta Guiré et Wilfried SANWIDI[7]. Le film reçoit le Prix du meilleur film de la 13e édition de Clap Ivoire et celui de la meilleure interprétation féminine (Alizéta Guiré).
- 2014 Qui parle de vaincre, dont le projet a été présenté au Festival de Locarno 2012 sous le titre Pakitalaki, portrait d'une famille[8] est un long métrage en préparation pour lequel il obtient un financement juste avant son décès, qui interrompt le tournage.